# Gnophos recticostaria
Gnophos recticostaria är en fjärilsart som beskrevs av Turati 1926. Gnophos recticostaria ingår i släktet Gnophos och familjen mätare. Inga underarter finns listade i Catalogue of Life.